# لبه (فیلم)
لبه (انگلیسی: The Edge) فیلمی درام دلهره‌آور محصول سال ۲۰۱۱ آمریکا به کارگردانی و نویسندگی متیو چپمن و بازیگری چارلی هونام، ترنس هاوارد، لیو تایلر، کریستوفر گورهام و پاتریک ویلسون است که در ۸ ژوئیه ۲۰۱۱ منتشر شد.
این فیلم نبرد فلسفی میان یک آتئیست و مسیحی بنیادگرا را به تصویر می‌کشد. چپمن، آتئیستی که خود را از بستگان دور چارلز داروین معرفی می‌کند، شخصیت گاوین نیکولز را به عنوان اولین قهرمان آتئیست در داستانی درباره درگیری مذهبی توصیف کرد. به گفته چپمن، لبه اولین فیلم داستانی طرفدار خداناباوری در آمریکا است. هدف او انتشار اثری بود که «استدلال‌های فکری اساسی برای بی‌خدایی» را بیان کند.
لبه در ۸ ژوئیه ۲۰۱۱ و فقط در ۲ سینما اکران شد و در سراسر جهان بیش از یک میلیون دلار فروش رفت. 

## داستان
کارآگاه هالیس به تازگی متوجه می‌شود که از بدو تولدش عقیم بوده‌است. او پس از رسیدن به خانه، از همسرش می‌پرسد که پدر واقعی فرزندانشان کیست. همسرش توضیح می‌دهد که او از روی عشق و از ترس از دست دادن او، خیانت کرده‌است. او می‌خواست فرزندانشان تا حد امکان شبیه هالیس باشند و به همین دلیل با برادر کوچکتر او رابطه داشته‌است.
از طرفی دیگر، گاوین نیکولز، آتئیستی است که به بالای یک ساختمان بلند رفته‌است. این عمل او در ابتدا شبیه یک اقدام معمولی برای خودکشی به نظر می‌رسد اما به سرعت مشخص می‌شود که پیچیده‌تر از آن است. گاوین به هالیس توضیح می‌دهد که چاره‌ای جز پریدن ندارد وگرنه شخص دیگری خواهد مرد.
داستان فیلم به عقب برمی‌گردد و مثلث عشقی بین گاوین، شانا و جو را توصیف می‌کند. شانا عضو جدید هتلی است که گاوین در آنجا کار می‌کند. جو، همسر شانا، یک مسیحی بنیادگرا است. گاوین و جو در طی ملاقاتی که با هم دارند، دربارۀ مذهب، به خصوص تولد دوباره بحث می‌کنند. زمانی که بحث آن‌ها به مشاجره تبدیل می‌شود، شانا از گاوین می‌خواهد که آنجا را ترک کند. چند روز بعد، شانا به گاوین می‌گوید که او قبلا فاحشه بود و به مواد مخدر اعتیاد داشت اما جو به او کمک کرد تا زندگی‌اش را تغییر دهد. شانا و گاوین زمان بیشتری را با هم می‌گذرانند و در نهایت رابطه عاشفانه‌ای را آغاز می‌کنند. جو متوجه رابطه آن‌ها می‌شود. او با گاوین روبه‌رو می‌شود و او را مجبور به قرائت بخشی از لاویان می‌کند: «اگر مردی با زن مرد دیگری رابطه داشته‌باشد، هر دو باید کشته‌شوند.» روز بعد، جو تصمیم می‌گیرد که فقط یکی از آن‌ها را بکشد. او گاوین را تهدید می‌کند که اگر از بالای ساختمان نپرد، شانا را خواهد کشت.

## بازیگران
- چارلی هونام در نقش گاوین نیکولز
- پاتریک ویلسون در نقش جو
- لیو تایلر در نقش شانا
- ترنس هاوارد در نقش هالیس
- کریستوفر گورهام در نقش کریس